# Book of Thugs: Chapter AK Verse 47
Book of Thugs: Chapter AK Verse 47 – trzeci studyjny album amerykańskiego rapera o pseudonimie artystycznym Trick Daddy. Został wydany 15 lutego, 2000 roku nakładem Atlantic Records i Slip-N-Slide Records. Uzyskał status złotej płyty. 

## Lista utworów
1. "Intro" (Dixon) – 0:35
2. "Boy" (feat. Fat, JV, Kase & Mystic) – 3:55
3. "Sittin' on D's" (feat. Izm) – 3:30
4. "Get on Up" (feat. Money Mark, JV, Kase & Mystic) – 4:13
5. "America" (feat. Society) – 4:23
6. "Shut Up" (feat. Trina, Co & Deuce of 24KARATZ) – 4:22
7. "Thug for Life" (feat. Kase & Mystic) – 3:47
8. "Hoe" (Skit) – 0:35
9. "Walkin' Like a Hoe" – 3:57
10. "Tryin' to Stop Smokin'" (feat. Mystikal) – 3:39
11. "Bout My Money" – 3:52
12. "Could It Be" (feat. Twista) – 3:48
13. "Thug Life Again" (feat. Money Mark & Myiera B's) – 3:25
14. "Kill Your Ass" – 3:06
15. "Gotta Let You Have It" (feat. Buddy Roe) – 2:54
16. "Hoe But Can't Help It" (feat. Buddy Roe) – 3:29
17. "Outro" (Dixon) – 0:12